# 宮本大誠
宮本 大誠（みやもと たいせい、1966年11月4日 - ） は、日本の俳優。青森県青森市出身。株式会社ルビー・スー所属。

## 人物・略歴
青森県立青森高等学校、玉川大学卒業。
西岡徳馬の付き人を経て、1991年、映画『新極道の妻たち』でデビュー。
映画『新・男樹』（原作：本宮ひろ志）シリーズで初主演、村田京太郎を演じる。
アニメ版『サラリーマン金太郎』では、声優として矢島金太郎を演じる。
映画、テレビドラマ、Vシネマ、CM、舞台にと幅広く活躍する。

## 出演

### 映画
- 新極道の妻たち（1991年6月15日、中島貞夫監督） - 藤波組藤竜会組員 金子
- 江戸城大乱（1991年、舛田利雄監督）
- ゴジラvsキングギドラ（1991年、大森一樹監督）
- 横浜ばっくれ隊（1994年、中田信一郎監督） - 田頭
- 右向け左!自衛隊へ行こう（1995年、冨永憲治監督） - 二等陸尉 楠芳雄
- スーパースキャンダル（1996年、岡村俊一監督） - 清瀬（カメラマン）
- 新・男樹3・4（2000年、小久保利巳監督） - 主演・村田京太郎
- 妹-SISTER（2000年、大塚祐吉監督 東葛映画祭オープニング上映作品）
- 修羅のみち1 関東vs関西 全面戦争勃発（2001年、小澤啓一監督） - 関東共住会大神組組員 三国敬三
- 日本抗争列島 牙の如く（2001年、伊藤秀裕、監督）
- 銀の男・青森純情篇（2002年、高橋玄監督）
- 夜を賭けて（2002年、金守珍監督）
- 女はバス停で服を着替えた（2003年、小沼勝監督） - 神田日勝
- g@me.（2003年、井坂聡監督）
- HAZAN（2004年、五十嵐匠監督）- まるの弟
- HEAT -灼熱-（2004年、横井健司監督）- 井崎
- 梅心中（2004年、伊刀嘉紘監督）
- ポチの告白（2005年、高橋玄監督） - 奈良巡査長
- 樹の海（2005年、瀧本智行監督） - 渡辺卓也
- 犯人に告ぐ（2007年、瀧本智行監督）
- Baby's Breath ママになろうよ（2008年、金丸雄一監督）
- 男たちの詩（2008年）
- TheEARS（中村拓監督） - 木島龍太郎
- 白夜行（2011年、深川栄洋監督）
- ゼウスの法廷（2014年、高橋玄監督） - 土岐判事補
- 白ゆき姫殺人事件（2014年、中村義洋監督） - 業者の男
- 陽光桜-YOKO THE CHERRY BLOSSOM（2015年、高橋玄監督）
- 殿、利息でござる!（2016年、中村義洋監督） - 幸右衛門
- THE ACTOR -ジ・アクター-（2016年、大沢樹生監督）
- クハナ!（2016年、秦建日子監督）- 西田憲介
- 星に語りて～Starry Sky～（松本動監督）（2018年） - 坂本光男
- 響 -HIBIKI-（2018年、月川翔監督）
- 決算!忠臣蔵（2019年、中村義洋監督） - 奥田孫太夫
- 京都カマロ探偵（2022年、吉田由一監督）
- レット・イット・ビー 〜怖いものは、やはり怖い〜（2023年5月12日、奥津貴之監督） - 灰原俊一

### Vシネマ
- 内閣特務捜査官 ORDER（1997年） - 内閣特別調査室 今井（コンピューターの達人）
- 新・男樹（1997年） - 村田京太郎
- 包丁無宿（1997年）
- 殺しの軍団（2001年）
- 喧嘩の極意 突破者番外地（2001年、高橋玄監督） - 芦屋恵介（南方の舎弟）
- 実録・最後の愚連隊（2002年） - 林一派 ジョージ（和田嘉雄） / ナレーション
- 実録・日本極道列伝 極道者（2002年）第一話「猪」 - 主演・石引
- 北海水滸伝 484ブルース～伝説・枯木のバラ（2004年）
- 最後の神農(テキヤ)（2004年） - 城東組関山一家 佐藤組組員 畠田
- 実録・国粋 竜侠（2007年） - 富野鉄太郎（一匹狼の博奕打ち→篠崎組組員）
- 実録・手打ち破り（2007年） - 正和会加茂組内橋爪組組員 藤代卓巳（長峰康平の舎弟）
- 首領の一族（2007年）全2作 - 青雲会 大久保（青雲会会長三島修司の娘婿）
- 関西極道　流血の抗争史　哀愁の刃編（2008年） - 山垣組島金組健豪会組員 道貝吉彦
- 覇道 完結編（2008年）
- 暗黒街の帝王〜カポネと呼ばれた男（2008年） - 片山（県警）
- 千年の松 完結篇（2009年）
- 新・修羅の軍団（2010年）
- ギャングコネクション（2010年） - 梁山会 ワカマツ
- 修羅を征く獅子1（2011年） - 関東采政会小原組長 小原大介
- 抗争の挽歌（2013年） - 映画シナリオライター 夏木優三郎（六の幼馴染）
- 破門組1,2（2015年）全2作 - 破門組四天王 山口
- 武闘派の道（2015年） - スズキヤスヒロ(係長)
- 新・日本の首領 シリーズ（2016年） - 辰野会系石渡組三代目組長 園田千昭
  - 新・日本の首領8（2016年2月）
  - 新・日本の首領 完結編（2016年5月）
- 制覇12・13（2017年） - 六代目難波組 大阪 芹澤組組員 沢田
- 首都抗争（2017年） - 武田一家若頭補佐 酒井組組長 酒井隆宏
- 疵と掟（2018年、安藤昇追悼記念作品） - 萬田会大鶴一家幹部 三田村崇
- CONFLICT 〜最大の抗争〜 外伝 織田征仁（2019年） - 尽誠会系神谷組組長 神谷昴
- 日本極道戦争（2019年） - 木田財閥専務理事 市議会議員 木田治夫
- KYOTO BLACK（2019年）全2作 - 京都府祇園警察署 刑事課 組織犯罪係 鬼塚大悟
  - KYOTO BLACK 白い悪魔（2019年）
  - KYOTO BLACK 紅い女（2019年）
- キングダム 〜首領になった男〜2（2019年） - 松野会若頭 桑内崇史
- 織田同志会 織田征仁（2020年 - 2022年）全10作 - 神谷昴（元・尽誠会系神谷組組長、不動産ブローカー）
- 極道の紋章 レジェンド（2023年） - 東北奥羽連合 相馬組 溝口
- CONNECT 覇者への道（2024年） - 横浜 東洋会若頭補佐 直江武彦

### 舞台
- 寝盗られ宗介（つかこうへい演出）
- アリババ千一夜（船越英一郎演出）
- ポロロッカ（藤田明二演出）
- 眠れぬ夜のホンキートンクブルース（水木英昭プロデュース）
- 舞台「隠蔽捜査＆果断・隠蔽捜査2」（2011年10月 - 11月、シアター1010/新神戸オリエンタル劇場/京都南座/名鉄ホール） - 黒岩誠二 役、下平 役
- 舞台 銀河英雄伝説 第四章 前篇 激突前夜（2013年11月29日 - 12月2日、東京国際フォーラム） - ムライ
- 2014シアターグリーンプロデュースNOMUZUプロジェクト第二回公演「どーしんぼの浜」（2014年6月17日 - 22日、シアターグリーン BOX in BOX THEATER）
- テトラクロマット第2回公演「花の下にて」（2014年12月11日 - 14日、東京芸術劇場 シアターウエスト） - お勝
- 舞台 特別公演 銀河英雄伝説 星々の軌跡（2015年6月10日 - 6月21日、Zeppブルーシアター六本木） - ムライ
- テトラクロマット第3回公演「風は垂てに吹く」（2016年8月18日 - 23日、吉祥寺シアター） - ハザマ
- 朗読音楽劇 あらしのよるに（2021年11月20日、かめありリリオホール）
- 「あの夏の飛行機雲」-永南高校バスケットボール部-（2022年10月14日 - 23日、GARDEN 新木場FACTORY） - 飯島雅也[3]
  - 「あの春は、いつまでも青い」-永南高校バスケットボール部-（2024年9月29日 - 10月6日、彩の国さいたま芸術劇場 小ホール）[4]
- 舞台「くちびるに歌を」（2024年6月6日 - 10日、あうるすぽっと）[5]
- 舞台「鬼神の影法師」-千年双月篇-（2025年1月9日 - 21日、あうるすぽっと）[6]
- 宮原奨伍プロデュース つかこうへいを知る旅「売春捜査官」（2026年2月4日 - 8日〈予定〉、紀伊國屋ホール）[7]
- 舞台「ぼくらの七日間戦争2025」（2025年8月24日 - 11月9日〈予定〉、東京建物 Brillia HALL 他） - 堀場千吉 役[8]

### テレビドラマ
- 女子高生!キケンなアルバイト（1991年、TBS）
- 火曜サスペンス劇場 （日本テレビ）
  - 「誰かが聞いている」（1991年11月19日）
  - 「盲人探偵・松永礼太郎 狙撃」（1996年2月27日）
- 世にも奇妙な物語 冬の特別編 「午前3時のノック」（1991年12月26日、フジテレビ）
- もっと、ときめきを -ふたりまでの距離-（1992年3月17日、日本テレビ）
- 君のためにできること 第8話（1992年、フジテレビ）
- 半七捕物帳 第8話「十手を憎んだ女」（1992年、日本テレビ） - 喜三郎
- 世にも奇妙な物語 第3シリーズ「不幸の伝説」（1993年6月25日、フジテレビ）
- 愛しの刑事 第19話「行方不明の女子大生!血痕の叫び!!」（1993年、テレビ朝日） - 大友和義
- 古畑任三郎 S1第7話（1994年5月25日、フジテレビ）
- 月曜ドラマスペシャル（TBS）
  - 京都映画女優殺人事件 おいらん姿の首吊り死体・新進女優の死の謎は?映画村、祇園伏見と京娘探偵が大活躍!（1994年6月20日）
  - 西村京太郎サスペンス 十津川警部シリーズ 松島・蔵王殺人事件（1995年10月9日）
  - 西伊豆人情ツアー御手洗華子の事件日誌（1999年1月18日）
  - 名探偵キャサリン 南十字星殺人事件（1999年10月4日）
- はぐれ刑事純情派 第8シリーズ 第15話（1995年、テレビ朝日）
- 未成年（1995年、TBS）
- ベストフレンド（1995年、読売テレビ制作・日本テレビ）
- 金曜エンタテイメント（フジテレビ）
  - 音の犯罪捜査官・響奈津子1（1996年3月1日）
  - ド借金夫婦の名推理 超一流レストランで起きた完全犯罪（1998年9月11日）
  - 美味しんぼ5 究極VS至高最後の対決!?（1999年8月20日）
  - 女弁護士水島由里子の危険な事件ファイルNo.3（1999年9月3日）
- 古畑任三郎スペシャル第2シリーズ（1996年、フジテレビ）
- 3番テーブルの客 第6話（1996年、フジテレビ）
- 暴れん坊将軍VIII 第15話「買われたお姫様の秘密」（1998年、テレビ朝日） - 竹二郎
- 連続テレビ小説（NHK）
  - こころ（2003年）
- 愛と青春の宝塚〜恋よりも生命よりも〜 （2002年、フジテレビ）
- はみだし刑事情熱系　第6シリーズ（2002年） - 国村勝
- 遺言 桶川ストーカー殺人事件の深層（2002年10月28日、フジテレビ）
- 顔 （2003年、フジテレビ）
- ライオン先生 第8話「お前も出会い系!?」（2003年、読売テレビ制作・日本テレビ）
- 安川刑事シリーズIII 「骨まで愛して…」（2003年10月15日、東海テレビ）
- 月曜ミステリー劇場（TBS）
  - 夏樹静子サスペンス 弁護士朝吹里矢子3 放火殺人の謎（2003年10月20日） - 栗山淳也(和菓子店「くりやま」)
  - 横山秀夫サスペンス 囚人のジレンマ（2004年9月13日）
- 川、いつか海へ 6つの愛の物語（2003年12月20日、NHK総合）
- スカイハイ2 第四死「夢」（2004年、テレビ朝日）
- おみやさん 第3シリーズ 第7話「生存者1名!完全犯罪の女!!空白の30分」（2004年、テレビ朝日）
- ケータイ刑事 銭形雷 第1シリーズ 第22話「気分はもうスピード!? 〜バスジャック殺人事件〜」（2006年、TBS）
- 海猿（2005年、フジテレビ）
- 土曜ワイド劇場 （テレビ朝日）
  - 科学捜査研究所・文書鑑定の女3（2006年2月25日） - 田中島洋平
  - 警視庁電話指導官〜深川真理子の事件簿（2008年6月7日）
  - 失踪調査人・港亮介 〜突然、妻が消えた!残された離婚届と殺人の告白文!残虐イジメの復讐〜（2008年11月29日）
- 水曜ミステリー9「刑事吉永誠一 涙の事件簿7 不幸を呼ぶ石」（2008年12月1日、テレビ東京）
- オトコマエ!（2008年、NHK総合） - 橋本道尚
- 相棒（テレビ朝日）
  - 相棒Season8 第4話「錯覚の殺人」（2009年11月11日） - 大岡プロデューサー
  - 相棒Season15 第12話 「臭い飯」（2017年1月18日） - 米穀販売会社「タキガワ」社長 多岐川徹
  - 相棒シーズン22 第12話 ｢惡の種｣ （2024年1月17日） - 不動産会社 営業 高木良雄
- 月曜ゴールデン（TBS）
  - 湯けむりバスツアー 桜庭さやかの事件簿2（2010年4月19日）
  - 世田谷駐在刑事（2012年6月） - 闇ブローカーの側近
  - ヤメ刑探偵 加賀美塔子2（2012年11月26日） - 船山竜雄
  - 守護神・ボディーガード 進藤輝4（2015年7月13日） - 柴田邦夫
  - 北海道警察4（2015年9月21日） - 大伴大介
  - 信濃のコロンボ3（2016年11月14日） - 大沢雄一
- 悪党〜重犯罪捜査班 第2話（2011年1月28日、朝日放送・テレビ朝日共同制作） - 秘書・須藤
- 金曜プレステージ（フジテレビ）
  - 松本清張没後20年特別企画・疑惑（2012年11月9日） - 河崎三郎
- でたらめヒーロー 第3話（2013年4月18日、読売テレビ制作・日本テレビ） - 安藤達郎
- ガリレオ (テレビドラマ) 第2シーズン 第三章「心聴る」（2013年4月29日、フジテレビ） - 加山幸宏
- 私という運命について（2014年3月23日、WOWOW）
- BORDER 警視庁捜査一課殺人犯捜査第4係 最終話（2014年6月5日、テレビ朝日） - 天川芳雄
- カインとアベル（2016年、フジテレビ） - 秘書
- 嘘の戦争（2017年、関西テレビ制作・フジテレビ） - 四方田直樹
- パディントン発4時50分〜寝台特急殺人事件〜（2018年、テレビ朝日） - 徳田鑑識官
- 黒薔薇 刑事課強行犯係 神木恭子2（2019年、テレビ朝日） - 安岡章
- 緊急取調室（2019年、テレビ朝日） - 石井雄太
- やすらぎの刻〜道（2019年、テレビ朝日） - 根岸
- 日曜プライム（テレビ朝日）
  - おかしな刑事23（2020年7月19日） - 我妻弘樹
- 一億円のさようなら 第5話（2020年10月25日、NHK BSプレミアム・BS4K） - 喜多嶋豪
- 逃亡者 (2020年のテレビドラマ)（2020年） - 天地寛治
- 青のSP―学校内警察・嶋田隆平―（2021年） - 涌井龍男
- 龍虎の理（2021年5月28日、日本映画専門チャンネル）
- 剣樹抄〜光圀公と俺〜 第2話（2021年11月5日 - 12月24日、NHK BSプレミアム） - 鎌
- クロステイル 〜探偵教室〜 第5話（2022年5月7日、東海テレビ・フジテレビ） - 城ケ崎輝
- 能面検事 第3話（2025年7月25日、テレビ東京） - 坂東浩一[9]

### テレビCM
- スタッフサービス
- NTT タウンページ
- 三菱電機ビルテクノサービス

### テレビアニメ
- サラリーマン金太郎（2001年、BS-i） - 主演・矢島金太郎 役

### ボイスコミック
- サラリーマン金太郎（2014年、UULA]） - 主演・矢島金太郎 役[10]

### 配信ドラマ
- CONNECT 覇者への道（2025年6月25日 - 、U-NEXT） - 横浜 東洋会若頭補佐 直江武彦 役[11]